# Aurélien Tchouaméni
Aurélien Djani Tchouaméni (Rouen, 27 de janeiro de 2000) é um futebolista francês que atua como volante ou zagueiro. Atualmente joga no Real Madrid.

## Carreira

### Bordeaux
Cria das categorias de base do Bordeaux, Tchouaméni realizou sua estreia como profissional no dia 26 de julho de 2018, numa vitória por 1–0 contra o FK Ventspils, da Letônia, em jogo válido pela fase pré-eliminatória da Liga Europa da UEFA. O jogador marcou seu primeiro gol no dia 9 de agosto, balançando as redes e marcando o último na vitória por 3–1 sobre o Mariupol, também pela Liga Europa.

### Monaco

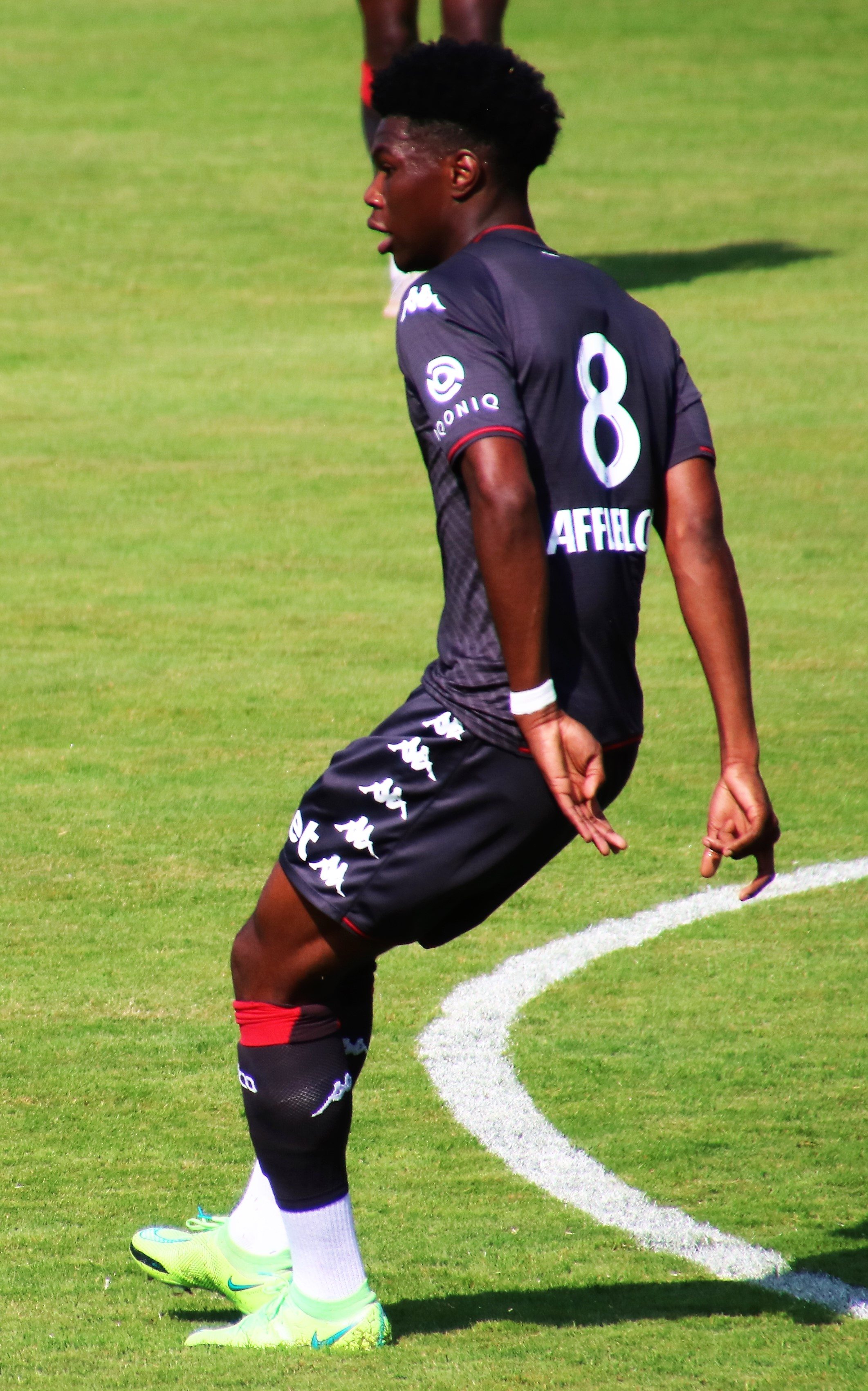
Tchouaméni pelo Monaco em 2021

Teve a sua contratação anunciada pelo Monaco no dia 29 de janeiro de 2020, assinando contrato até junho de 2024. No dia 23 de janeiro de 2021, marcou o segundo gol dos monegascos em uma vitória por 3–1 contra o Olympique de Marseille.

### Real Madrid
Tchouaméni foi anunciado pelo Real Madrid no dia 11 de junho de 2022, assinando contrato até 2028. O valor da transferência foi de 80 milhões de euros (aproximadamente 415 milhões de reais), podendo chegar a 100 milhões de euros, de acordo com cláusulas variáveis.

## Seleção Nacional
Após representar a França em todas as categorias de base, Tchouaméni recebeu sua primeira convocação para a Seleção Francesa principal no dia 26 de agosto de 2021. O jogador estreou pelos Bleus no dia 1 de setembro, atuando contra a Bósnia e Herzegovina pelas Eliminatórias da Copa do Mundo de 2022. Pouco mais de um ano depois, foi convocado por Didier Deschamps para disputar a Copa do Mundo realizada no Catar.

## Vida pessoal
Aurélien Tchouaméni nasceu em Rouen, Seine-Maritime, mas cresceu em Bordéus, Gironde.

## Títulos
Real Madrid
- Supercopa da UEFA: 2022 e 2024
- Copa do Mundo de Clubes da FIFA: 2022
- Copa do Rei: 2022–23
- Supercopa da Espanha: 2023–24
- La Liga: 2023–24
- Liga dos Campeões da UEFA: 2023–24
- Copa Intercontinental da FIFA: 2024

Seleção Francesa
- Liga das Nações da UEFA: 2020–21

### Prêmios individuais
- Jogador Jovem do Ano da Ligue 1: 2020–21
- Equipe do Ano da Ligue 1: 2020–21 e 2021–22